# Улица Дарзциема
Улица Да́рзциема (латыш. Dārzciema iela) — улица в Латгальском предместье города Риги. Одна из основных транспортных артерий исторического района Дарзциемс, в честь которого и названа. Начинается от улицы Августа Деглава как продолжение улицы Гунара Астрас, проходит в южном направлении и заканчивается на круговой развязке у моста Славу.
Общая длина улицы составляет 1960 метров. На всём протяжении имеет асфальтовое покрытие. Движение двустороннее, по две полосы в каждом направлении. По улице проходят маршруты городского автобуса № 13, 20 и 50.

## История
Улица Дарзциема впервые упомянута в 1924 году под названием улица Сермулиню (латыш. Sermuliņu iela — «Горностаевая»). С 1930 года упоминается как Маза Сеску (латыш. Mazā Sesku iela — «Малая Хорьковая»).
19 апреля 1940 года улица Дарзциема получила современное название, однако в годы немецкой оккупации вновь использовалось название «Маза Сеску». В 1944 году было восстановлено название «Дарзциема», которое в последующем не изменялось.
На улице в значительной мере сохранилась малоэтажная частная застройка; ряд кварталов реконструирован для производственных и коммерческих целей (бывший 85-й опытный завод гражданской авиации и др.).

## Прилегающие улицы
Улица Дарзциема пересекается со следующими улицами:
- Улица Августа Деглава
- Улица Стопиню
- Улица Сеску
- Улица Румбулас
- Улица Карсавас
- Улица Пилдас
- Улица Страуту
- Улица Резекнес
- Улица Ляудонас
- Улица Скудру
- Улица Ситас
- Улица Пиедруяс
- Улица Лубанас